# Моррис, Эррол
Эррол Моррис (англ. Errol Morris, 5 февраля 1948, Хьюлетт, штат Нью-Йорк) — американский кинорежиссёр-документалист.

## Биография
В двухлетнем возрасте потерял отца. Мать — преподаватель музыки. Учился в музыкальной школе в Вермонте по классу виолончели, одно лето изучал музыку во Франции под руководством Нади Буланже. Окончил университет в Мадисоне (1969), получил степень бакалавра по истории. Затем поступил в Принстон, где изучал историю науки, перешел в Беркли, где учился философии. Стал посещать местный киноархив и работать над фильмом «Врата рая». Вернер Херцог, с которым он познакомился в середине 1970-х годов, поклялся съесть свои башмаки, если Моррис все-таки закончит работу над этой лентой: Моррис завершил её в 1978, Херцог исполнил клятву и съел башмаки, о чём был снят документальный фильм Леса Бланка (1980). Это стало началом карьеры Морриса-кинорежиссёра.

## Фильмография
- 1978 — Врата рая / Gates of Heaven
- 1981 — Вернон, штат Флорида / Vernon, Florida
- 1988 — Тонкая голубая линия / The Thin Blue Line (премия Эдгара Аллана По, премия Международной ассоциации кинодокументалистов, премии Нью-Йоркского общества кинокритиков и Национального общества кинокритиков, премия «Золотая лошадь» за лучший иностранный фильм)
- 1991 — Тёмный ветер / The Dark Wind
- 1992 — Краткая история времени / A Brief History of Time (премия МКФ в Сиэтле, две премии кинофестиваля «Санденс»)
- 1997 — Быстро, дёшево и неуправляемо / Fast, Cheap & Out of Control (премия «Независимый дух»)
- 1999 — Мистер Смерть / Mr. Death: The Rise and Fall of Fred A. Leuchter, Jr.
- 2000 — Первое лицо / First Person
- 2003 — Туман войны / The Fog of War: Eleven Lessons from the Life of Robert S. McNamara (премия «Оскар», премия «Независимый дух»)
- 2008 — Стандартная процедура / Standard Operating Procedure (приз «Серебряный медведь» Берлинского МКФ)
- 2010 — Таблоид / Tabloid
- 2013 — Неизвестный известный / The Unknown Known
- 2016 — The B-Side: Elsa Dorfman's Portrait Photography
- 2017 — Уормвуд / Wormwood
- 2018 — Американская дхарма / American Dharma
- 2020 — Моя психоделическая история любви / My Psychedelic Love Story
- 2023 — Голубиный туннель / The Pigeon Tunnel
- 2023 — Отключите шум / Tune Out the Noise
- 2024 — Разделённые / Separated
- 2025 — Хаос: Убийства семьи Мэнсона / CHAOS: The Manson Murders

## Признание
В 1999 ретроспектива фильмов Морриса состоялась в MOMA. В 2003 газета  Гардиан поместила его седьмым номером в списке 40 лучших кинорежиссёров мира.